# Centrale de Shawinigan-1
Cet article concerne la centrale mise en service en 1901. Pour la centrale mise en service en 1911, voir centrale de Shawinigan-2. Pour les autres significations, voir Shawinigan (homonymie).
La centrale de Shawinigan-1 est une ancienne centrale hydroélectrique au fil de l'eau construite sur la rivière Saint-Maurice, à Shawinigan, dans la région administrative de la Mauricie, au Québec. Cette centrale marque le début du développement industriel de Shawinigan en plus de lancer officiellement les activités de la Shawinigan Water and Power Company.
Le terrain originellement occupé par la centrale a été acquis par Hydro-Québec lors de la seconde nationalisation de l'électricité au Québec le 1er mai 1963.

## Histoire

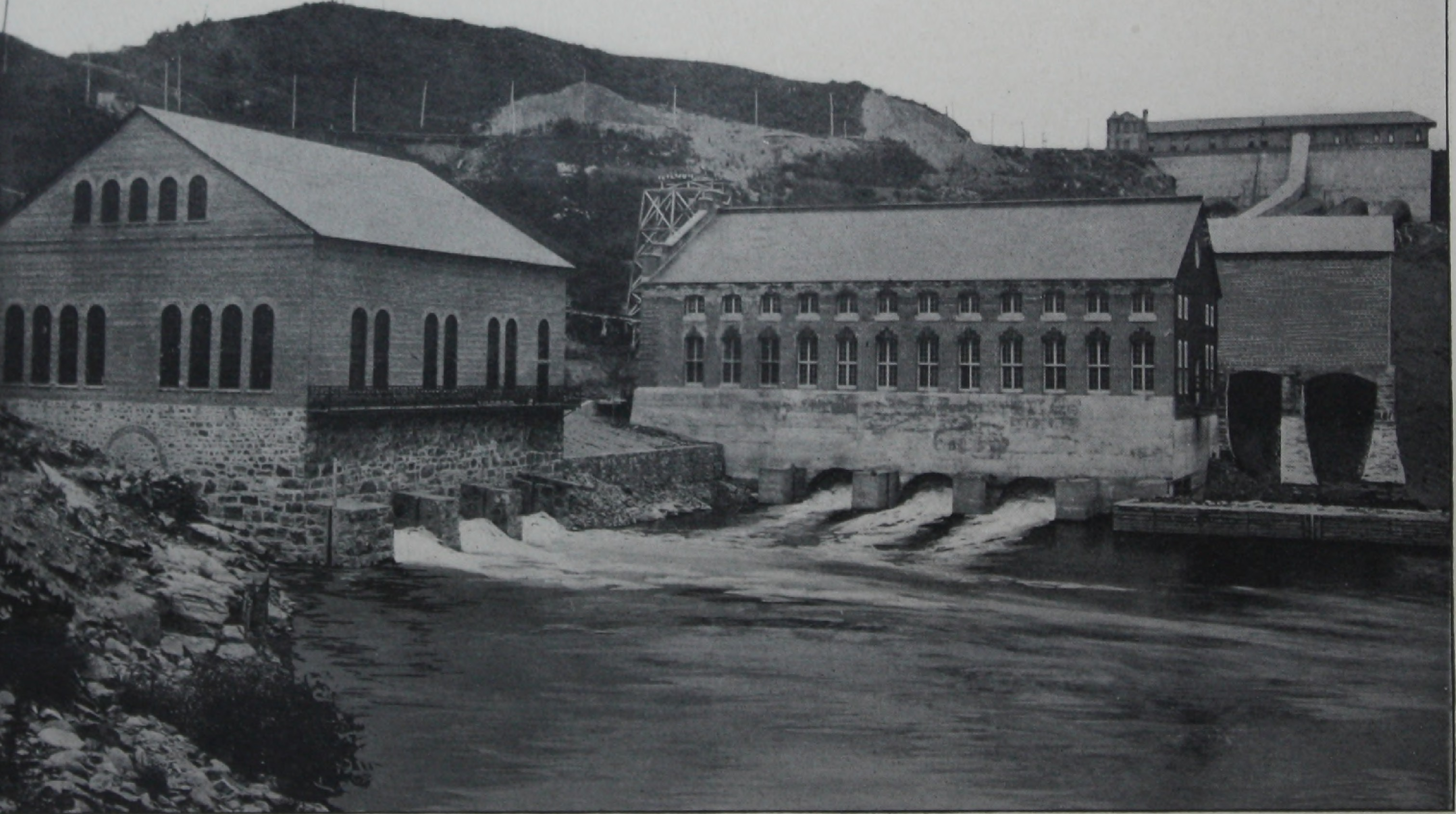
La centrale de Shawinigan-1 (à droite) et la centrale Northern Aluminium Company (à gauche), en 1907.

La centrale de Shawinigan-1 émane de la collaboration de plusieurs illustres ingénieurs dans l'histoire de l'hydroélectricité au Canada.
La conception générale de la centrale ainsi que les plans hydrauliques résultent du travail de Wallace C. Johnson, le premier ingénieur en chef de la SWP. L'ingénieur hydraulique Thomas Pringle, avec sa firme T. Pringle and Son, s'est chargé de la construction du canal d'amené en aval des Chutes de Shawinigan, de la prise d'eau et de l'assemblage des conduites forcées.
Quant à la portion électrotechnique, elle découle du travail de Ralph D. Mershon (en), mandatée en tant qu'ingénieur consultant et superviseur pour l'assemblage des premiers groupes turbines‑alternateurs. Enfin, les plans pour les câbles électriques à haute tension sont l'œuvre de Julian C. Smith, le premier superintendant de la SWP, et de l'ingénieur adjoint John Abbet Walls (en).
Les travaux d'aménagement débutent en 1899, puis la centrale est mise en service deux années plus tard, dès 1901. C'est la seconde centrale à entrer en opération au sein du complexe hydroélectrique de Shawinigan après la centrale Northern Aluminium Company un peu plus tôt la même année, en 1901. Elle cessera la production d'électricité en 1949 à la suite de la construction de la centrale de Shawinigan-3.